# Seznam avstralskih pesnikov
Seznam avstralskih pesnikov.

## A
- Arthur Henry Adams (1872-1936)
- Robert Adamson (1985-)
- Adam Aitken (1960-)
- James Alexander Allan (1889-1956)
- J. Alex Allen (1889-1933)
- Leslie Holdsworthy Allen (1879-1964)
- Ethel Anderson (1883-1958)
- Thea Astley (1925-2004)
- Dorothy Auchterlonie  (1915-1991)
- Albert Gordon Austin (1918-1990)

## B
- Peter Bakowski (1954-)
- Lex Banning (1921-1965)
- Ken Barratt (1906-?)
- Arthur Bayldon (1865-1958)
- William Baylebridge (1883-1942)
- Bruce Beaver (1928-2004)
- Maurice Biggs (1915-?)
- Peter Bladen (1922-2001)
- John Blight (1913-1995)
- Barcroft Boake (1866-1892)
- E. J. Brady (1869-1952)
- Christopher Brennan (1870-1932)
- Michael Brennan (1973?-)
- John Le Gay Brereton (1871-1933)
- David Brooks (1953-)
- Vincent Buckley (1925-1988)

## C
- Caroline Caddy (1944-)
- Ada Cambridge (1844-1926)
- David Campbell (1915-1979)
- Nancy Cato (1917-2000)
- Robert Clark (1911-2004)
- Laurence Collinson (1925-1986)
- Alexander Craig (1923-1996)
- Zora Cross (1890-1964)
- James L. Cuthbertson (1851-1910)

## D
- Victor Daley (1858-1905)
- Kathleen Dalziel (1881-1969)
- Norma L. Davis (1905-1945)
- Bruce Dawe (1930-2020)
- Dulcie Deamer (1890-1972)
- C. J. Dennis (1876-1938)
- James Martin Devaney (1890-1976)
- Rosemary Dobson (1920-2012)
- Jack Donahue (1808?-1830)
- Max Dunn (1895-1963)
- Mary Durack (1913-1994)
- Geoffrey Dutton (1922-1998)
- Edward Dyson (1865-1931)

## E
- Louis Esson (1879-1943)
- G. Essex Evans (1863-1909)

## F
- W. S. Fairbridge (1918-1950)
- Mary Finnin (1906-1992)
- R. D. Fitzgerald (1902-1987)
- Mary Hannay Foott (1846-1918)
- John Forbes (1950-1998)
- William Forster (1818-1882)
- Mary Fullerton (1868-1946)

## G
- William Gay (1865-1897)
- Edwin Gerard (1891-1965)
- Jane Gibian (1972-)
- G. H. Gibson (1846-1921)
- Mary Gilmore (1865-1962)
- Peter Goldsworthy (1951-)
- William T. Goodge (1862-1909)
- Adam Lindsay Gordon (1833-1870)
- J. W. Gordon (1874-1949)
- Alan Gould (1949-)
- Paul Grano (1894-1975)
- Jamie Grant (1949-)
- Robert Gray (1945-)
- H. M. Green (1881-1962)
- Judith (Rodriguez) Green (1936-2018)

## H
- Rodney Hall (1935-)
- Susan Hampton (1949-)
- Lesbia Harford (1891-1927)
- W. E. Harney (1895-1963)
- Charles Harpur (1813-1868)
- Edward Harrington (1896-1966)
- Max Harris (1921-1995)
- Kevin Hart (1954-)
- P. J. Hartigan (1879-1952)
- Murray Hartin - Muz
- William Hart-Smith (1911-1990)
- Gwen Harwood (1920-1995)
- Ian Healy (1919-?)
- Charles Higham (1931-2012)
- Philip Hodgins (1959-)
- Ada Verdun Howell (1902-1981)
- A. D. Hope (1907-2000)
- Peter Hopegood (1891-1967)
- Flexmore Hudson (1913-1988)
- Barry Humphries (1934-2023)

## I
- Rex Ingamells (1913-1955)
- Eric Irvin (1908-1993)
- Margaret Irvin (1916-?)

## J
- Clive James (1939-2019)
- Sydney Jephcott (1864-1951)
- Evan Jones (1931-2022)

## K
- Nancy Keesing (1923-1993)
- Henry Kendall (1839-1882)
- Christopher Koch (1932-2013)

## L
- Eve Langley (1908-1974)
- Louis Lavater (1867-1953)
- Henry Lawson (1867-1922)
- Sylvia Lawson (1932-2017)
- William Lawson (1876-1957)
- John Leonard (1965-)
- Geoffrey Lehmann (1940-)
- Jack Lindsay (1900-1990)
- R. H. Long (1874-1948)
- Robert Lowe (1811-1892)
- Beryl Llywelyn Lucas (1898-1967)

## M
- Frederick T. Macartney (1887-1980)
- Noel Macainsh (1926-2012)
- James McAuley (1917-1976)
- George Gordon McCrae (1833-1927)
- Hugh McCrae (1876-1958)
- Ronald McCuaig (1908-1993)
- Nan McDonald (1921-1973)
- Roger McDonald (1941-)
- Greg McLaren (1967-)
- Dorothea Mackellar (1885-1968)
- J. A. R. McKellar (1904-1932)
- Kenneth Mackenzie (1913-1955)
- Rhyll McMaster (1947-)
- David Malouf (1934-)
- John Manifold (1915-1985)
- David Martin (1915-1997)
- Philip Martin (1931-2005)
- Ray Mathew (1929-2002)
- Harley Matthews (1889-1968)
- Furnley Maurice (1881-1942)
- Don Maynard (1937-)
- Ernest G. Moll (1900-1997)
- T. Inglis Moore (1901-1978)
- Ian Mudie (1911-1976)
- R.(edmond) D. Murphy (1910-?)
- Les Murray (1938-2019)

## N
- Shaw Neilson (1872-1942)

## O
- Mark O'Connor (1945-)
- Bernard O'Dowd (1866-1953)
- Will H. Ogilvie (1869-1963)
- Dowell O'Reilly (1865-1923)

## P
- Geoff Page (1940-)
- Nettie Palmer (1885-1964)
- Vance Palmer (1885-1959)
- A. B. Paterson (1864-1941)
- James Picot (1906-1944)
- Marie E. J. Pitt (1869-1948)
- Dorothy Porter (1954-)
- Hal Porter (1911-1984)
- Peter Porter (1929-2010)

## Q
- Roderic Quinn (1867-1949)

## R
- Vicki Raymond (1949-)
- Elizabeth Riddell (1910-1998)
- Nigel Roberts (1941-)
- Roland Robinson (1912-1992)
- Eric Rolls (1923-2007)
- Peter Rose (1955-)
- David Rowbotham (1924-2010)
- J. R. Rowland (1925-1996)

## S
- Thomas W. Shapcott (1935-)
- Jemal Sharah (1969-)
- Winifred Shaw (1905/7?-1982)
- R. A. Simpson (1929-2002)
- Peter Skrzynecki (roj. 1949)
- Kenneth Slessor (1901-1971)
- Vivian Smith (1933-)
- Charles H. Souter (1864-1944)
- Thomas E. Spencer (1845-1910)
- Brunton Stephens (1835-1902)
- Douglas Stewart (1913-1985)
- Harold Stewart (1916-1995)
- Randolph Stow (1935-2010)

## T
- Charles R. Thatcher (1831-1882?)
- Colin Thiele (1920-2006)
- John Thompson (1907-1968)
- Michael Thwaites (1915-2005)
- John Tranter (1943-2023)

## V
- Val Vallis (1916-2009)
- Brian Vrepont (1882-1955)

## W
- Chris Wallace-Crabbe (1934-)
- Francis Webb (1925-1973)
- William Charles Wentworth (1790-1872)
- A. J. Wood (1906-?)
- David McKee Wright (1869-1928)
- Judith Wright (1915-2000)